# أحمد كرنشي
أحمد محمد كرنشي (بالإنجليزية: Ahmed Mohammed Krenshi)‏؛ مواليد 19 أغسطس 1988 في جدة، السعودية، هو لاعب كرة قدم سعودي يلعب حالياً في النادي الفيصلي.

## مسيرة اللاعب
كانت بداياته مع النادي الأهلي و انتقل في 2008 إلى نادي الأنصار و بعدها إلى نادي الوحدة و منه إلى نادي التعاون و عاد بعده إلى نادي الوحدة و بعد فترة بسيطة انتقل إلى نادي هجر و بعد هبوط هجر إلى دوري الدرجة الأولى انتقل إلى نادي القادسية و لعب بعدها مع نادي جدة ونادي العين ونادي البكيرية ونادي الرياض ونادي العروبة والنادي الفيصلي.

## روابط خارجية
- أحمد كرنشي على موقع قاعدة بيانات كرة القدم.إي يو (الإنجليزية)
- أحمد كرنشي على موقع Soccerway.com (الإنجليزية)